# Persone di cognome Ma
| Questa pagina contiene informazioni ricavate automaticamente dalle voci biografiche con l'ausilio del template Bio e di un bot. L'aggiornamento è periodico e automatico e ricostruisce completamente la pagina. Se manca una persona in questa lista, sei pregato di non aggiungerla, ma accertati piuttosto che la sua voce biografica contenga il template Bio e che i dati anagrafici siano correttamente compilati. Se il template Bio manca, inseriscilo tu stesso o, in alternativa, metti l'avviso {{tmp\|Bio}} che ne segnala la mancanza. Se i dati riportati sono sbagliati, correggi direttamente la voce biografica; le modifiche saranno visibili in questa lista entro pochi giorni. Per chiarimenti vedi il progetto antroponimi. La lista contiene solo le 54 persone che sono citate nell'enciclopedia e per le quali è stato implementato correttamente il template Bio. Pagina aggiornata al 7 ago 2025. |

Questa è una lista di persone presenti nell'enciclopedia che hanno il cognome Ma, suddivise per attività principale.

## Allenatori di calcio(1)
- Ma Lin, allenatore di calcio e ex calciatore cinese (Qiqihar, n. 1962)

## Arbitri di calcio(1)
- Ma Ning, arbitro di calcio cinese (Fuxin, n. 1979)

## Astronome(1)
- Ma Chung-pei, astronoma, cosmologa e astrofisica taiwanese (Taipei, n. 1966)

## Attori(2)
- Ma Dong-seok, attore sudcoreano (Seul, n. 1971)
- Tzi Ma, attore cinese (Hong Kong, n. 1952)

## Attrici(1)
- Maggie Ma, attrice, cantante e ballerina canadese (Vancouver, n. 1982)

## Calciatori(3)
- Ma Chongchong, calciatore cinese (Luoyang, n. 1991)
- Ma Mingyu, ex calciatore cinese (Chongqing, n. 1972)
- Ma Yongkang, ex calciatore cinese (Qingdao, n. 1977)

## Calciatrici(1)
- Ma Jun, calciatrice cinese (Lianyungang, n. 1989)

## Cestiste(4)
- Ma Chengqing, ex cestista cinese (Nanning, n. 1975)
- Ma Xueya, cestista cinese (Handan, n. 1993)
- Ma Zengyu, ex cestista cinese (Shenyang, n. 1983)
- Ma Zongqing, ex cestista cinese (n. 1975)

## Cestisti(1)
- Ma Jian, ex cestista cinese (Shijiazhuang, n. 1969)

## Discobole(1)
- Ma Xuejun, discobola cinese (Shandong, n. 1985)

## Esploratori(1)
- Ma Huan, esploratore e scrittore cinese (contea di Kuaiji - † 1460)

## Generali(6)
- Ma Biao, generale cinese (n. 1885 - Xining, † 1948)
- Ma Bufang, generale e politico cinese (Monigou, n. 1903 - Gedda, † 1975)
- Ma Buqing, generale cinese (Monigou, n. 1901 - Taipei, † 1977)
- Ma Lin, generale e politico cinese (Linxia, n. 1873 - Qinghai, † 1945)
- Ma Qi, generale e politico cinese (Dahoe, n. 1869 - Xining, † 1931)
- Ma Zhongying, generale cinese (Contea di Linxia, n. 1910)

## Ginnaste(1)
- Ma Yanhong, ex ginnasta cinese (Pechino, n. 1964)

## Giocatori di calcio a 5(1)
- Ma Xiaohong, ex giocatore di calcio a 5 cinese (n. 1970)

## Giocatrici di badminton(1)
- Ma Jin, giocatrice di badminton cinese (n. 1988)

## Goisti(1)
- Ma Xiaochun, goista cinese (Shengzhou, n. 1964)

## Imprenditori(2)
- Ma Huateng, imprenditore cinese (Guangdong, n. 1971)
- Jack Ma, imprenditore cinese (Hangzhou, n. 1964)

## Ingegneri(1)
- Ma Jun, ingegnere meccanico cinese (Fufeng - † 265)

## Insegnanti(2)
- Ma Gui, insegnante cinese (Laishui, n. 1853 - † 1940)
- Ma Weiqi, insegnante cinese (Pechino, n. 1851 - Pechino, † 1886)

## Linguisti(1)
- Muhammad Ma Jian, linguista e traduttore cinese (Gejiu, n. 1906 - Pechino, † 1978)

## Marciatrici(1)
- Ma Zhenxia, marciatrice cinese (n. 1998)

## Mezzofondiste(1)
- Ma Zaijie, mezzofondista cinese

## Pallavoliste(1)
- Ma Yunwen, pallavolista cinese (Shanghai, n. 1988)

## Piloti automobilistici(1)
- Ma Qinghua, pilota automobilistico cinese (Shanghai, n. 1987)

## Pittori(1)
- Ma Yuan, pittore cinese

## Pittrici(1)
- Ma Shouzhen, pittrice e poetessa cinese (Nanchino - † 1604)

## Poeti(1)
- Ma Zhiyuan, poeta e drammaturgo cinese (Pechino - † 1321)

## Politici(3)
- Enele Ma'afu, politico figiano (Tongatapu, n. 1816 - Lomaloma, † 1881)
- Ma Hongbin, politico e generale cinese (Contea di Linxia, n. 1884 - Lanzhou, † 1960)
- Ma Ying-jeou, politico taiwanese (Hong Kong, n. 1950)

## Schermidori(1)
- Ma Jianfei, schermidore cinese (Chaozhou, n. 1984)

## Scrittori(1)
- Ma Jian, scrittore cinese (Qingdao, n. 1953)

## Scrittrici(1)
- Ling Ma, scrittrice statunitense (Sanming, n. 1983)

## Tennistavolisti(3)
- Ma Lin, ex tennistavolista cinese (Shenyang, n. 1980)
- Ma Wenge, tennistavolista cinese (Tientsin, n. 1968)
- Ma Long, tennistavolista cinese (Anshan, n. 1988)

## Tenniste(1)
- Ma Yexin, tennista cinese (Foshan, n. 1999)

## Vescovi cattolici(1)
- Taddeo Ma Daqin, vescovo cattolico cinese (Shanghai, n. 1968)

## Violoncellisti(1)
- Yo-Yo Ma, violoncellista statunitense (Parigi, n. 1955)

## Senza attività specificata(2)
- Ma Jae-yoon, videogiocatore sudcoreano (Daegu, n. 1987)
- Ma Weihua, cinese (Cina, n. 1975)